# Pontifícia Universidade Católica de Minas Gerais
Pontifícia Universidade Católica de Minas Gerais (PUC-MG) er et anset universitet i Belo Horizonte, Minas Gerais, Brasilien. Grundlagt i 1958. I dag (2010) har universitetet ca. 63.528 studerende.